# فولرتون (کالیفرنیا)
فولرتون (به انگلیسی: Fullerton) شهری در شهرستان اورنج، کالیفرنیا ایالت کالیفرنیا است که در سرشماری سال ۲۰۱۰ میلادی، ۱۳۵۱۶۱ نفر جمعیت داشته‌است.